# Michael Rummenigge

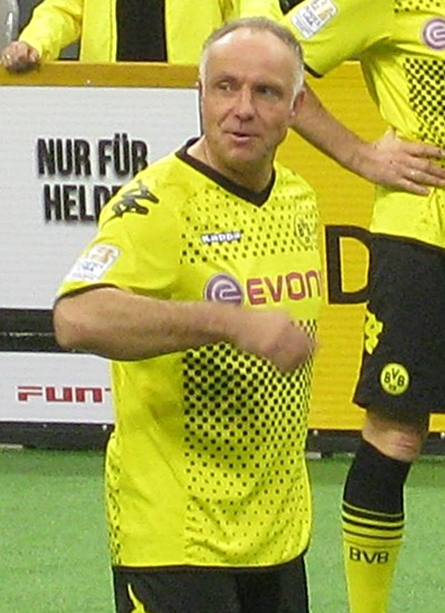
Michael Rummenigge (2011)

Michael Rummenigge, född 3 februari 1964, är en tysk fotbollsspelare, bror till Karl-Heinz Rummenigge.
Michael Rummenigge slog igenom i Bayern München i mitten av 1980-talet. Michael Rummenigge blev tysk ligamästare tre år i rad 1985-1987 och cupmästare 1984 och 1986. Han gick senare till Dortmund där han blev cupmästare 1989 och lagkapten. 

## Klubbar
- FC Bayern München (1981-1988)
- Borussia Dortmund (1988-1993)
- Urawa Red Diamonds (1993-1995)